# Nepean River
Der Nepean River ist ein Fluss im Osten des australischen Bundesstaates New South Wales.

## Geographie
Er entspringt in der Nähe von Robertson, rund 100 Kilometer südlich von Sydney und etwa 15 Kilometer von der Küste des Pazifik entfernt. Durch unbesiedeltes Land fließt der Fluss nach Norden zum Lake Nepean, einem Stausee, der die Region Sydney mit Wasser versorgt. Nördlich des Stausees bildet der Fluss die westliche Begrenzung des Beckens von Sydney und durchfließt die Städte Camden und Penrith. Südlich von Penrith passiert der Fluss die Nepean-Klamm und nimmt den Warragamba River auf. Bei Agnes Banks südlich von Richmond vereinigt sich der Nepean River mit dem Grose River zum Hawkesbury River.
Am Nepean River gibt es elf Staustufen, die seinen natürlichen Fluss deutlich regulieren. Er wurde durch die Wehre in eine Reihe von Stauseen verwandelt und ist kein frei fließender Fluss mehr. Dazu gehören auch die vier Stauseen des Upper-Nepean-Systems, von denen der Lake Nepean nur einer ist.
Das Wallacia Weir wurde anfangs als Holzwehr für die Blaxland-Mühle in Grove Farm gebaut. Die erste australische Fischtreppe wurde in das heutige Betonwehr am Beginn der Nepean-Klamm eingebaut. Diese Klamm ist ein in den Sandstein der Blue Mountains eingegrabener Mäander, der entstand, als das Gelände sich vor rund 50 Millionen Jahren langsam hob.
In den 1950er-Jahren unterbrach der Warragamba-Staudamm quer durch die steile Klamm des Warragamba River, des wichtigsten Nebenflusses des Nepean River, den größten Teil seines Wasserflusses und schuf eine Stausee, der den Wasserbedarf des wachsenden Großraums Sydney befriedigte. Den Warragamba River aber reduzierte diese Maßnahme zu einem Schatten seiner selbst.
Diese Staustufen und Staudämme schneiden Wanderfische, wie Lachse, vom größten Teil ihres Lebensraumes ab und verhindern Überschwemmungen und Hochwasser, die sie zum Laichen benötigen. Dennoch sind der Nepean River und der Hawkesbury River weiterhin ein wichtiges und bekanntes Fischwasser für Wildlachse.
Die Ufer des Nepean River bieten einen natürlichen Lebensraum für die örtliche Flora und Fauna und den dort lebenden Menschen ein ruhiges Erholungsgebiet. Bei Emu Plains gibt es am Westufer einen Platz für Freilufttheateraufführungen am warmen Sommerabenden. Das Ostufer in Penrith bietet Grillplätze und Kinderspielplätze sowie einen breiten Fußweg für Spaziergänge am Ufer entlang. Am Ostufer hat der Nepean Rowing Club (Ruderverein) sein Domizil.

## Geschichte: Europäische Besiedlung
Als 1788 die britische Kolonie in Sydney gegründet wurde, erforschten die Männer der Royal Navy, die für die Siedlung verantwortlich waren, die Küste per Boot. Sie entdeckten die Mündung des Hawkesbury River ca. 50 km nördlich des Port Jackson und folgten dem Fluss aufwärts und benannten ihn nach Charles Jinkinson, dem 1. Earl of Liverpool, der damals den Titel Baron Hawkesbury trug.
Zwischenzeitlich machte sich Watkin Tench von den Royal Marines auf den Weg landeinwärts von Sydney. Etwa 60 Kilometer landeinwärts am Fuß der Blue Mountains, entdeckte er einen großen Fluss, den er 'Nepean River' nach dem britischen Politiker Evan Nepean benannte. Marine und Heer brauchten etwa drei Jahre, bis sie erkannten, dass sie denselben Fluss entdeckt hatten und ihm zwei verschiedene Namen gegeben hatten.
In den 1820er-Jahren baute der bekannteste frühe Siedler der Region Nepean, John Jamison (1776–1844) ein wundervolles georgianisches Haus auf dem Modellgrundstück auf einer Höhe über dem Fluss, nicht weit von der heutigen Stadt Penrith. Leider brannte das ‚’Regentville House’’ in den 1860er-Jahren ab, aber der Ruf von Sir John als einer der wichtigsten Politiker und landwirtschaftlichen Pioniers des frühen Australien blieb bestehen.

## Überschwemmungen
Die erste Flut – offenbar ein kleineres Ereignis – wurde 1795 aufgezeichnet. Weitere folgten 1799, 1806 und 1809. 1810, nach einer Reihe großer Überflutungen am Hawkesbury River, rief Gouverneur Macquarie die „Macquarie-Städte“ ‚’Windsor, Richmond, Wilberforce, Castlereagh und Pitt Town dazu auf, dafür zu sorgen, dass die weitere Bautätigkeit nur noch auf erhöhtem Gelände, das nicht überflutet werden konnte, stattfand. Die Verwüstungen, die die Überschwemmung im Februar 1817 anrichtete, veranlasste Gouverneur Macquarie, ein Mahnschreiben an die Siedler herauszugeben, dass sie in jedem Falle ihre Häuser oberhalb der bekannten Hochwasserstände errichten sollten.
Die folgenreichste Flut kam im Juni 1867, wobei der Nepean River einen Wasserstand von 13,4 m erreichte, was 27,47 m auf dem Land, bzw. 27,74 m AHD (Australian Height Datum), entsprach. Diese Überschwemmung riss die Auffahrten der erst kürzlich fertiggestellten Victoria Bridge in Penrith mit sich. Emu Plains, Castlereagh und die niedriger gelegenen Stadtteile von Penrith waren überflutet und der Schaden war immens. Viele Häuser stürzten durch Erdrutsche in den Fluss. Viele Bewohner mussten in öffentlichen Gebäuden, wie dem Krankenhaus von Penrith und öffentlichen Schulen Schutz suchen. Eine große Flut wie die von 1867 überflutete über 16.000 Wohnungen und verursachte einen Schaden von 1,4 Milliarden AU$.
Es gab später weitere große Überschwemmungen, besonders die vom Juli 1900 und vom März 1914. Wiederum wurden viele Straßen überschwemmt und Häuser und anderer Besitz am Fluss gingen verloren.
1974 war die bisher letzte große Flut. Sie wurde durch El Niño ausgelöst.